# Turandot (Jawlensky)

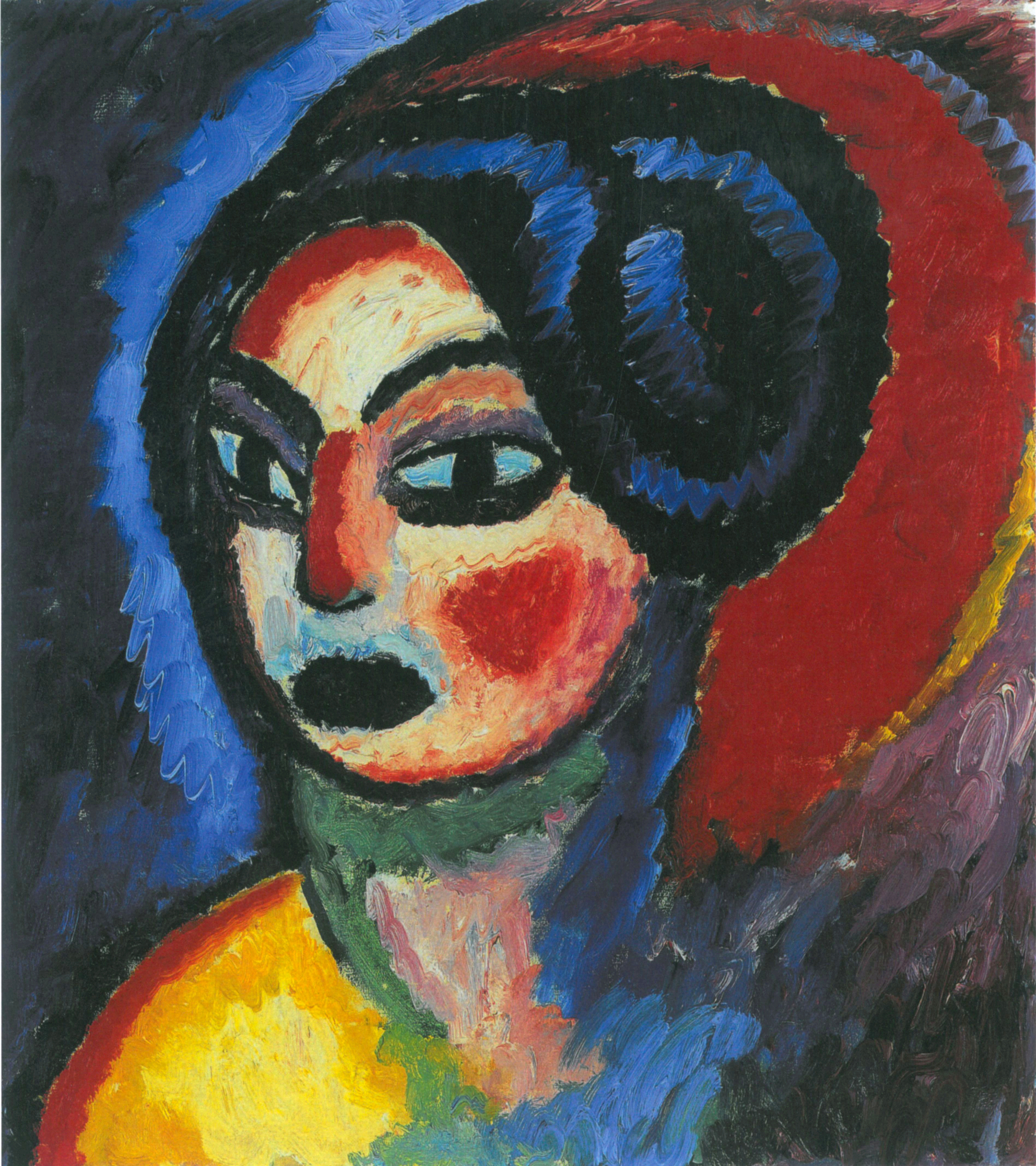
Prinzessin Turandot, Zentrum Paul Klee, Leihgabe aus Privatbesitz

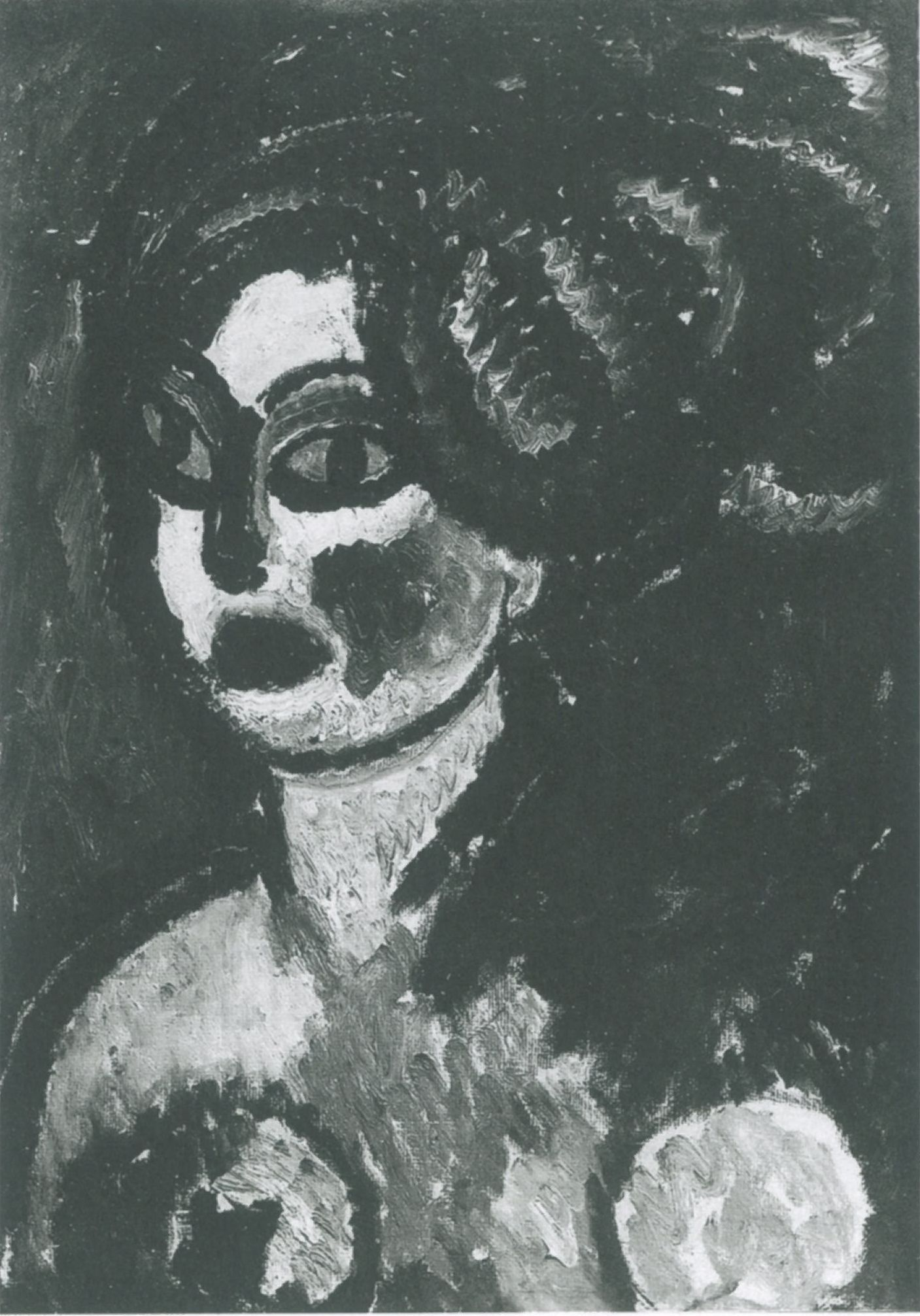
Turandot, keine Informationen vorhanden, Verbleib unbekannt

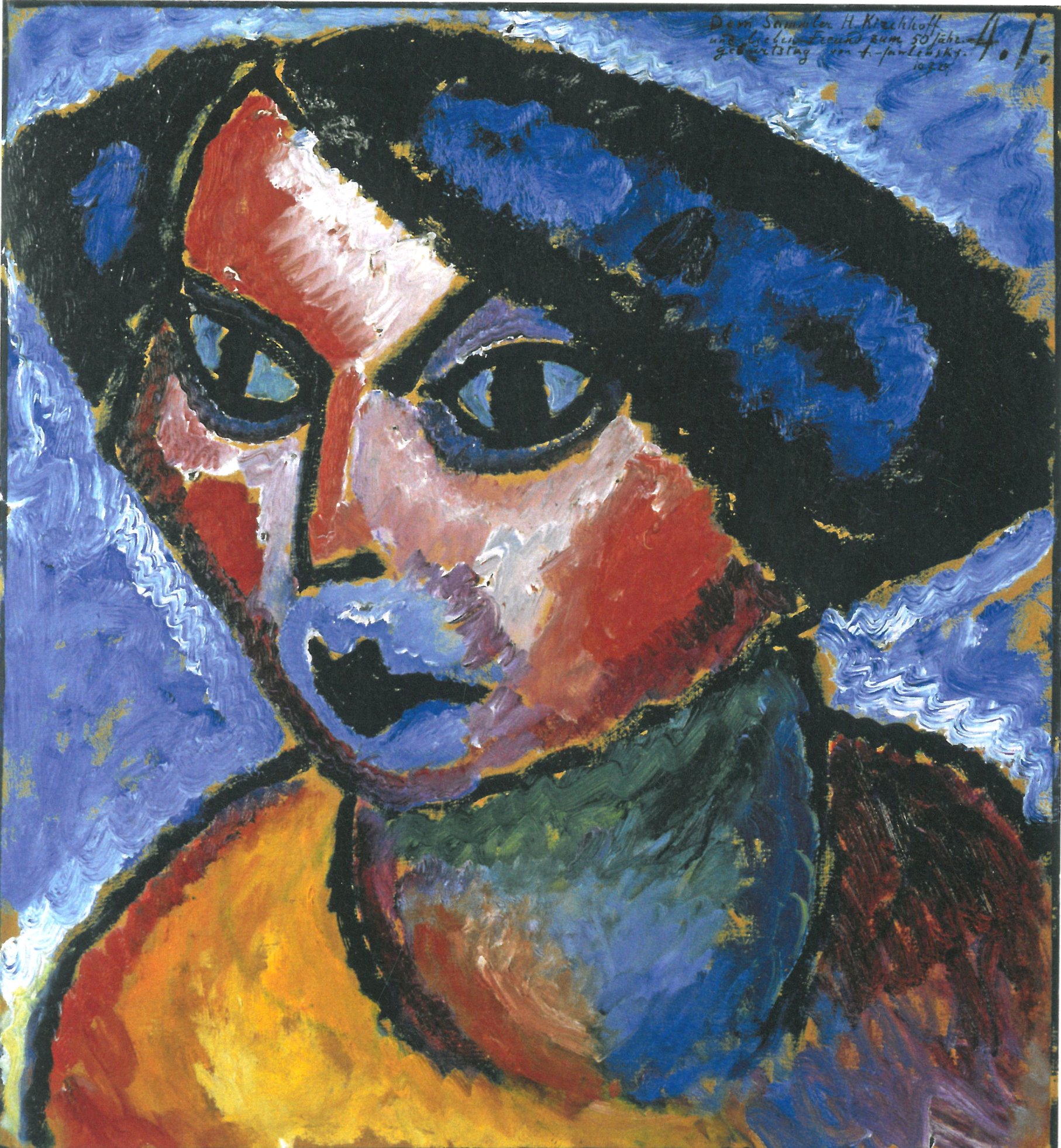
Turandot II, Sprengel Museum Hannover

Prinzessin Turandot, Turandot und Turandot II sind die Titel dreier expressionistischer Gemälde des deutsch-russischen Malers Alexej von Jawlensky, die 1912 entstanden sind. Ein Bild gehört zum  Bestand des Sprengel Museums Hannover, eins befindet sich als private Leihgabe im Zentrum Paul Klee in Bern, und der Verbleib des dritten Bildes, von dem nur eine von Jawlensky selbst angefertigte Schwarzweißfotografie (heute im A. v. Jawlensky-Archiv S.A., Locarno) existiert, ist unbekannt.

## Beschreibung, Deutung und Zusammenhänge
Das Bild aus dem Sprengel Museum Hannover ist in der Technik Öl auf Pappe ausgeführt und hat die Maße 53,9 × 49,5 cm. Es trägt im Jawlenskys Catalogue raisonné, also seinem Werkverzeichnis, die Nummer CR 468, das Berner Bild ist auf Leinwand gemalt, hat die Maße 60 × 54 cm (Nr. CR 466). Von dem dritten Bild wird angenommen, dass es auch auf Leinwand gemalt wurde, allerdings sind die Maße unbekannt; es trägt im Werkverzeichnis die Nr. CR 467.
Thematischer Hintergrund der Bilder ist die Geschichte der chinesischen Prinzessin Turandot, von der in einem Märchen von Carlo Gozzi erzählt wird. Turandot will nur denjenigen edlen Freier heiraten, der in der Lage ist, die drei Rätsel, die sie ihm stellt, zu lösen. Alle anderen Bewerber lässt die grausame Prinzessin köpfen.
Jawlenskys Darstellungen der Prinzessin entstanden im Sommer 1912 in Oberstdorf. Sie zeigen sie in verschiedenen Gemütszuständen. Das Bild aus dem Sprengel Museum Hannover zeigt sie als grausame, die Männer ablehnende und verschlossene Frau mit eckigen Konturen des Gesichts, einem schwarzen Mund mit stark geformter Lippenkontur, der mit kalten Blau- und Weißtönen umrahmt ist und roten Wangen. Turandot ist wutentbrannt, der Kandidat hat offenbar versagt. Hals und Schulter sind in der Zeichnung deutlich hervorgehoben, ihr Blick ist fest, die schwarze Braue des leicht schief stehenden rechten Auges geht in ihrer Linienführung in die Nasenkontur über. Der Hintergrund des Bildes besteht, wie die Umrahmung des Mundes, aus den gleichen kalten Blau- und Weißtönen.
Ganz im Gegensatz dazu zeigt das Schweizer Bild einen rundlichen Kopf, sinnliche Formen und andere Farbtöne. Zwar ist auch hier Turandots Gesicht in kalten Farben dargestellt, ihr ebenfalls schwarzer Mund, diesmal mit vollen Lippen, ist ebenfalls geschlossen, aber hinter ihrem Kopf malte Jawlensky eine rote heiße Aura, die trotz aller Ablehnung, doch eine Bereitschaft zur Liebe ausstrahlen könnte. Diese Turandotdarstellung ist nicht so hart, sondern scheint Gefühle auszudrücken. Ihre Schultern sind in diesem Bild etwas anders gestaltet, als im ersten. In beiden Bildern ist zwar die rechte Schulter in gelben und orange warnend abweisenden Farbtönen und konturierter Zeichnung ausgeführt und in der Haltung etwas vorgeschoben, während die linke im zweiten Bild kaum zu erkennen ist; sie verschmilzt mit dem dunklen Hintergrund. Turandot zeigt dem Betrachter also die sogenannte kalte Schulter.
Ursprünglich waren die dargestellten Frauen Marianne von Werefkins Haushaltshilfe und spätere Ehefrau von Jawlensky Helene Nesnakomoff, sowie eine junge Malerkollegin, namens Katharina Konstantinowka, die Jawlensky in München kennengelernt hat. Von ihr ist aber weiteres nicht bekannt geworden. Daneben gab es aber noch weitere Modelle, die nicht mehr identifizierbar sind. Durch die Wiederholung und Variation seiner Kopfmotive entwickelte sich bei Jawlensky eine Vertiefung der Darstellung, in der das Modell kaum noch  erkennbar ist, sondern nur noch der Typus dieser weiblichen Köpfe, die auf eine Art archaisch erscheinende weibliche Urkraft darstellen – geheimnisvoll, faszinierend, gleichzeitig beängstigend, grausam und dem Männlichen überlegen ist.
Die Köpfe, die Jawlensky in jener Zeit malte, bedeuteten für ihn die Anerkennung in der Kunstwelt. Seine nahezu quadratischen Bildformate, in denen sich die meist runden Gesichter befinden, stehen nach Ansicht von Clemens Weiler, dem früheren Direktor des Kunstmuseums Wiesbaden nach 1950 und Jawlensky-Kenner, für das Bewusste und Begrenzte, das die runden Formen, also den Kopf, der das Unbewusste und Unendliche darstellt, umschließt. Die dadurch entstehende formale Spannung dürfte Jawlensky aus seinem Studium bekannt gewesen sein.
Jawlensky hat viele Köpfe gemalt, die in seinen späteren Jahren immer abstrakter wurden. Zu seiner sehr kreativen Phase um 1911/12 schreibt er:

„Dieser Sommer [1911] bedeutete für mich eine große Entwicklung in meiner Kunst. Ich malte dort meine besten Landschaften und figurale Arbeiten in sehr starken, glühenden Farben, absolut nicht naturalistisch und stofflich. Ich habe sehr viel Rot genommen, Blau, Orange, Kadmiumgelb, Chromoxydgrün. Die Formen waren sehr stark konturiert mit Preußischblau und gewaltig aus einer inneren Ekstase heraus […]. 1912 entwickelte sich das weiter, was ich in Prerow angefangen hatte.“

## Provenienz und Ausstellungen
Das Gemälde Prinzessin Turandot trägt im Werkverzeichnis die Nummer CR 466, es befindet sich in einer nicht näher beschriebenen Privatsammlung. Ausgestellt wurde das Bild 1920 in Hannover, 1921 in Wiesbaden, 1922 in Dresden, 1923 in Chemnitz und 2013 ebenfalls in Chemnitz, im Museum Gunzenhauser.
Das Werk Turandot hat im Werkverzeichnis die Nummer CR 467. Es gehörte dem Kunstsammler Franz Werner Kluxen, wurde von den Nationalsozialisten als „entartete Kunst“ mit dessen Sammlung konfisziert und gilt seitdem als verschollen.
Das Bild mit dem Titel Turandot II trägt die Werknummer CR 468 und gehörte bis 1934 zur Kunstsammlung von Heinrich Kirchhoff, die dann aufgelöst und verkauft wurde. In der oberen rechten Ecke, links neben der Signatur A. J., befindet sich eine Widmung mit den Worten: „Dem Sammler H. Kirchhoff und lieben Freund zum 50jährigen Geburtstag von A. Jawlensky. 10. 7. 24“ Das Werk gehörte bis 1969 Margit und Bernhard Sprengel, die ihre Sammlung der Stadt Hannover schenkten.
Ausstellungen
- Galerie Der Sturm von Herwarth Walden in Berlin, Bild Nr. 467 Turandot (das verschollene Gemälde), Nr. 466 Prinzessin Turandot und Nr. 468 Turandot II[5]
- documenta 1 vom 15. Juli bis 18. September 1955, Turandot II, im Katalog mit schwarz/weiß-Abbildung (Tafel Nr. 3) und im Verzeichnis Nr. 239
- Alexej von Jawlensky vom 2. September – 25. November 2012 im Städtischen Museen Jena (Turandot II)[6]